# Coney Island (Minnesota)
Coney Island önkormányzat nélküli település az USA Minnesota államában, Carver megyében, Laketown Township területén. 